# Кампания компромата против губернатора Шварценеггера

## Перед избранием
В течение пяти дней до первого избрания Арнольда Шварценеггера губернатором Калифорнии в 2003 году шесть женщин обвинили его в сексуальных домогательствах, причём их истории различались. Трое из них заявили, что будущий губернатор хватал их за грудь, четвёртая — просунул руку под юбку, и погладил ягодицы; пятая утверждала, что Арнольд пытался стащить с неё в лифте купальник, шестая — что погладил колено и предложил совершить с ним половой акт.
К моменту, когда до выборов оставалось сутки, число женщин дошло до 15; действовавший на тот момент губернатор, демократ, Грей Дэвис, ранее обвинивший республиканцев в намерении с помощью его смещения «незаконно захватить власть в Калифорнии, а затем во всех Соединённых Штатах», заявил, что «Арнольд Шварценеггер должен ответить на эти обвинения со всеми подробностями и не прибегать к уклончивым заявлениям и полуотрицаниям».
Шварценеггер признал, что «иногда плохо себя вёл», и извинился, но при этом заявил, что «очень многое в этих историях — неправда»; также он заметил: «Неужели не странно, что за три-четыре дня до выборов, вдруг, все эти женщины потребовали извинений?» Жена Арнольда, Мария Шрайвер, полностью встала на сторону своего мужа. В его защиту также выступили партнёрши по фильмам Линда Хэмилтон («Терминатор», 1984) и Джейми Ли Кёртис («Правдивая ложь», 1994). Ни одна из 16 женщин, обвинявших Шварценеггера в сексуальных домогательствах, не подала в суд, ограничившись требованием извинений. После избрания новый губернатор нанял частного детектива для расследования этих обвинений.
Британская тележурналистка Анна Ричардсон подала на Арнольда и двух его помощников в суд за клевету, утверждая, что их отрицания её заявления о том, что Шварценеггер хватал её за грудь, являются диффамацией и попыткой опорочить её профессиональную репутацию.
Помимо компромата, в ход пошли и другие меры: в сентябре 2003 года на митинге в Калифорнии «железного Арни» закидали яйцами. Представитель Демократической партии Боб Малхолланд заявил, что «в ближайшем будущем Шварценеггер на своей шкуре почувствует, что выборы — это не съёмочная площадка для голливудского фильма, и что пули, которые в него будут лететь — настоящие». Шварценеггер отнёсся к инциденту с юмором, отметив, что «жаль, что они бекона не положили».

## После избрания
В 2004 году губернатору Калифорнии пришлось пройти специальный курс для тех, кто был замечен в сексуальных домогательствах к женщинам.
Также новый губернатор Калифорнии сталкивается с обвинениями в употреблении марихуаны; в частности, марихуана попала в кадр при съёмках документального фильма «Качая железо» (1977). В октябре 2007 года на обвинения в «употреблении наркотических препаратов» он ответил, что «марихуана — это не препарат. Это лист. Моим наркотиком, можете поверить, были тренажёры» (англ. Cannabis is not a drug. It's a leaf).
В России с похожими проблемами в это же время столкнулся губернатор Алтайского края, известный юморист Михаил Евдокимов. Его обвиняли в развале хозяйства края, вспыхнул острый конфликт с депутатами краевого совета, а политическое будущее в связи с происходящей отменой выборности губернаторов выглядело неопределённым. Михаил Евдокимов планировал устроить с губернатором Калифорнии обмен опытом, для чего предполагался визит в Калифорнию, а затем, по некоторым сообщениям, визит Шварценеггера на Алтай. Эти планы не сбылись: 7 августа 2005 года Михаил Евдокимов погиб в автокатастрофе; его машина разбилась на скорости 200 км/ч.
В этот период новый губернатор также сталкивается с рядом обвинений в «конфликте интересов» (использовании служебных полномочий в личных деловых целях). Шварценеггер остаётся исполнительным редактором двух журналов по бодибилдингу компании «American Media»; стремясь отвести обвинения, он объявляет, что будет жертвовать свою зарплату редактора (250 000 долларов в год) на благотворительность. Однако затем пресса (газеты «Los Angeles Times», «New York Times») находит и другие подобные контракты. Журналисты обращают внимание общественности на то, что эти компании зарабатывают на диетических добавках, и их бизнесу потенциально способствует государственное регулирование в этой области, введённое губернатором.
В августе 2005 года Вашингтон Пост сообщает об актрисе Гиги Гойетт из Малибу, с которой Шварценеггер имел половую связь в начале 1975 года, когда ей было 16 лет, то есть до её совершеннолетия (возраст совершеннолетия в штате Калифорния составляет 18 лет). Пресса сообщает, что компания American Media заплатила женщине 20 000 долларов за молчание, и высказывает опасение, что «American Media» могла шантажировать губернатора Калифорнии в своих бизнес-интересах.
Тогда же «LA Times» сообщает о некоммерческой организации, собравшей 3 млн долларов для покрытия личных и политических расходов Шварценеггера; в частности, эта организация платила за отель стоимостью 6 000 долларов в месяц, который Арнольд снимал в Сакраменто, столице штата Калифорния. Через некоторое время губернатор отдал распоряжение прекратить эту деятельность.
В 2005 году жёсткая позиция Шварценеггера в вопросе о смертной казни привела к тому, что на его родине представитель Австрийской партии «зелёных» Питер Пильц (в 2017 году также обвинённый в сексуальных домогательствах) инициировал кампанию по аннулированию у него гражданства Австрии; ряд стран Европы к этому времени отказались от смертной казни, в частности, Франция ещё в 1981 году.
В честь Арнольда Шварценеггера был назван футбольный стадион в Граце, Австрия; после казни Стэнли Уильямса началась кампания за то, чтобы убрать имя Арнольда из названия стадиона. В своём ответном обращении губернатор Калифорнии указал, что он отказывает властям Граца в праве использовать своё имя в связи со стадионом, и установил срок в две недели для того, чтобы убрать его. В декабре 2005 года стадион был официально переименован.
Помимо обвинений в конфликте интересов госслужащего с деловыми интересами, обвинений в сексуальных домогательствах, гомофобии, употреблении марихуаны и анаболических стероидов, представители Демократической партии также напоминали о нацистском прошлом отца Арнольда, старшего сержанта Густава Шварценеггера. Он вступил в Нацистскую партию Австрии за две недели до аншлюса; в 1939 году вступил также в Штурмовые отряды (СА). Пресса начинает писать о губернаторе Калифорнии как о человеке, «которого воспитал нацистский функционер». Политические противники Шварценеггера также высказывают недовольство его симпатиями по отношению к Курту Вальдхайму, бывшему президенту Австрии и бывшему Генеральному секретарю ООН, обвиняемому в эсэсовском прошлом и причастности к военным преступлениям на Балканах.
Арнольд Шварценеггер приглашает Вальдхайма на свою свадьбу в 1986 году, и заявляет: «Мои друзья советуют не упоминать имя Курта из-за этих нацистских вещей; но мне плевать, я люблю его». Он категорически отметает обвинения в симпатиях к нацизму, и делает щедрые пожертвования центру Симона Визенталя, который сообщает о том, что никаких свидетельств о причастности Густава Шварценеггера к совершению нацистских военных преступлений не обнаружено.
Раввин Марвин Хайер, глава Центра Симона Визенталя, заявляет, что «каждый раз, когда он делает новый фильм, он пишет чек»; общие пожертвования Арнольда Шварценеггера центру Симона Визенталя, начавшиеся в 1990 году, доходят до 750 000 долларов. Как сообщает Марвин Хайер, установлено только членство Густава Шварценеггера в Штурмовых отрядах, которое, по решению Нюрнбергского трибунала, само по себе не считается преступлением, в отличие от членства в Гестапо или войсках СС.
В 1991 и 1997 годах Арнольд Шварценеггер получает премии центра Симона Визенталя «за поддержку в организации изучения Холокоста и прав человека».
Свой первый иностранный визит в качестве губернатора Калифорнии бывший бодибилдер совершил в Израиль; во время этого визита он пожертвовал центру Симона Визенталя миллион долларов. Эти шаги встретили негативную реакцию мусульманской общины Калифорнии, назвавшей «вовлечение штата в ближневосточный кризис непродуктивным».